# Windischleuba
Windischleuba est une commune allemande de l'est du land de Thuringe située dans l'arrondissement du Pays-d'Altenbourg. Windischleuba fait partie de la Communauté d'administration de la Pleiße.

## Géographie

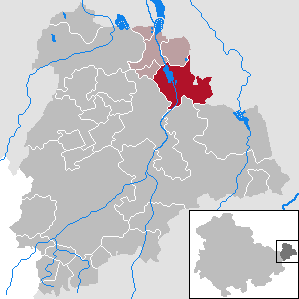
Situation de Windischleuba dans l'arrondissement d'Altenbourg

Windischleuba est située à la limite avec l'arrondissement de Leipzig, sur la Pleiße, à 3 km au nord-est d'Altenbourg. Elle est composée du village de Windischleuba et de huit quartiers :
- Bocka ;
- Borgishain ;
- Pähnitz ;
- Pöppschen ;
- Remsa ;
- Schelchwitz ;
- Zschaschelwitz.

Communes limitrophes (en commençant par le nord et dans le sens des aiguilles d'une montre) : Treben, Fockendorf, Frohburg, Kohren-Sahlis, Langenleuba-Niederhain, Nobitz, Altenbourg et Gerstenberg.

## Histoire
Le premier château (Wasserburg) de Windischleuba fut construit dès le Moyen Âge car au XIIIe siècle, un chevalier Heirich von Luben (qui donna peut-être son nom au village) en était le seigneur. Il passa ensuite dans les mains des baillis de Weida, puis dans celles des burgraves d'Altenbourg avant de passer sous le contrôle de la Saxe en 1538.

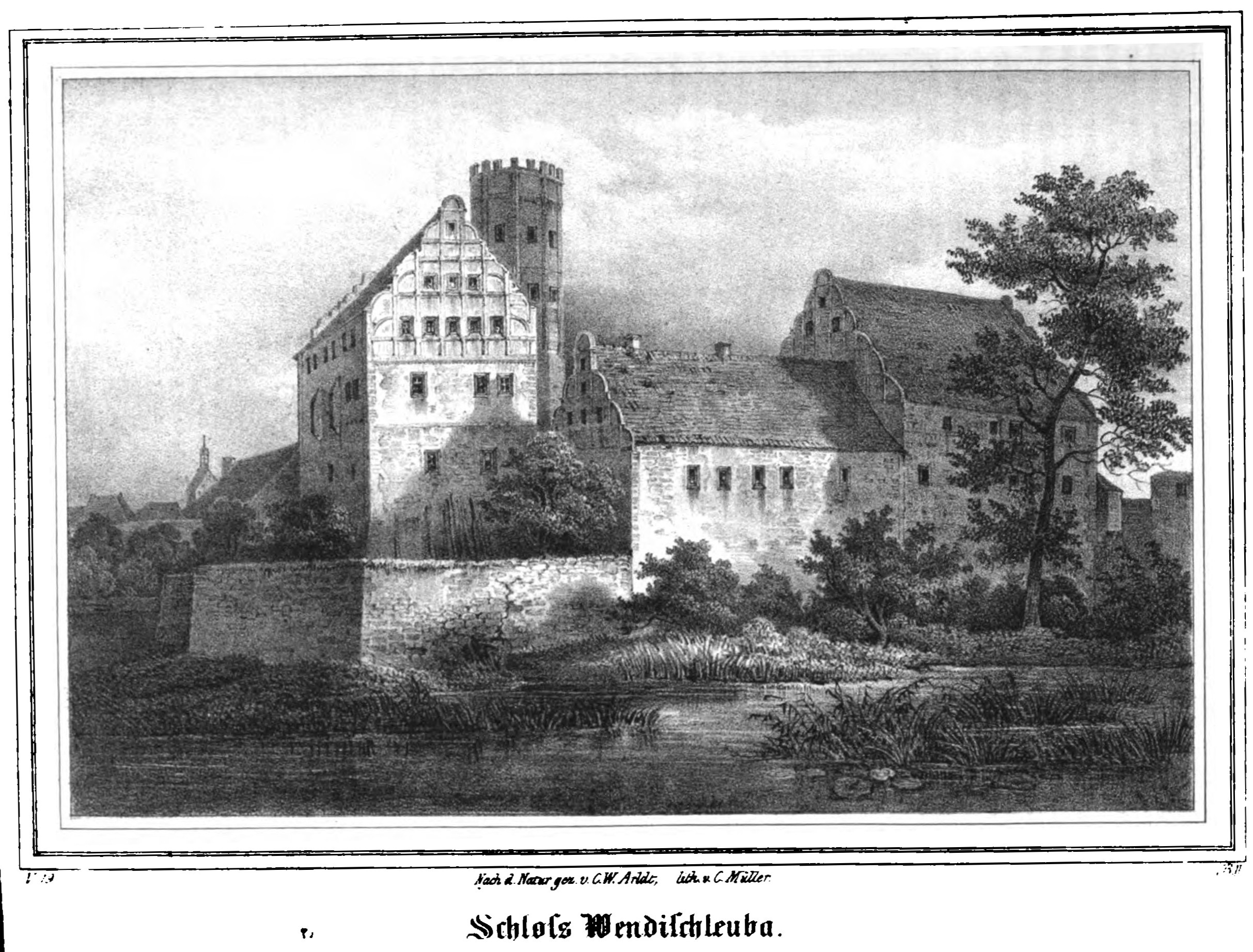
Le château de Windischleuba en 1841

Le château, reconstruit au XVIe siècle dans le style de la Renaissance, fut restructuré au XIXe siècle par ses derniers propriétaires les Münchhausen. C'est le château que l'on peut voir de nos jours. Il est entouré d'un parc remarquable.
Le 2 mars 1919, le village de Pöppschen fut le lieu de la première élection démocratique de la République de Weimar.

### Incorporations de communes
Plusieurs communes ont été incorporées au territoire de Windsichleuba : Bocka, Borghishain, Pähnitz, Pöppshcen, Remsa, Scelchwitz et Zschaschelwitz.

## Démographie
Commune de Windischleuba dans ses limites actuelles :
| 1900  | 1933  | 1939  | 1995  | 2000  | 2005  | 2010  |
| ----- | ----- | ----- | ----- | ----- | ----- | ----- |
| 2 199 | 2 283 | 2 326 | 1 994 | 2 350 | 2 250 | 2 097 |

## Personnalité
- Börries von Münchhausen, (1874-1945), poète et écrivain.